# Amara Essy

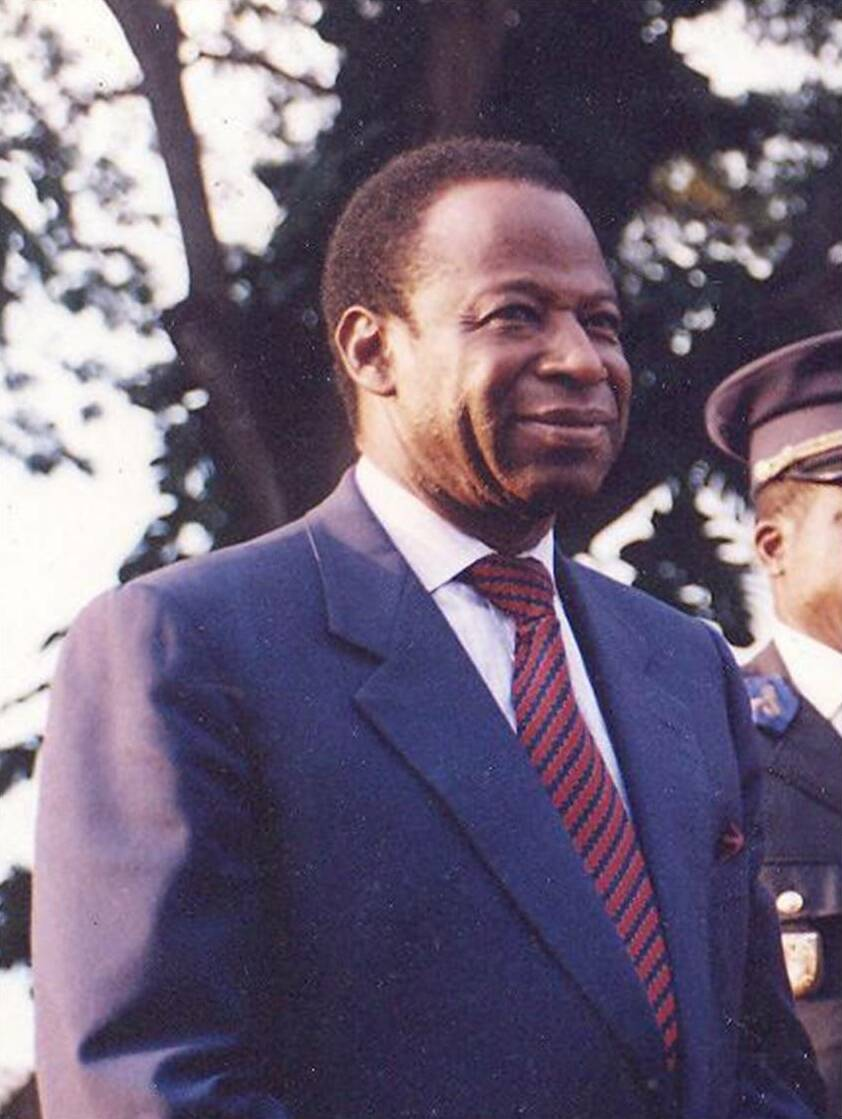
Amara Essy

Amara Essy (* 20. Dezember 1944 in Bouaké; † 8. April 2025 in Abidjan) war ein Politiker der Elfenbeinküste und Präsident der UN-Generalversammlung in der 49. Sitzungsperiode.

## Leben
Von Januar 1977 bis Januar 1978 war Essy Vorsitzender der Gruppe der 77, einem Zusammenschluss und einer Organisation von Entwicklungsländern mit Sitz in Genf.
In seiner diplomatischen Karriere vertrat er als ständiger Repräsentant bei der UNO sein Land vom 7. November 1981 bis November 1990. Außerdem war er als Botschafter (mit Sitz in New York) und Gesandter für Argentinien und Kuba zuständig.
Im Januar 1990 wurde er ivorischer Außenminister und leitete als Vorsitzender den Sicherheitsrats der Vereinten Nationen für einen Monat. Im September 1994 wählte die Generalversammlung der Vereinten Nationen Essy für ein Jahr zu ihrem Präsidenten. Im Anschluss an sein Amt als Außenminister wurde er 1998 Minister für internationale Zusammenarbeit; dieses Amt hatte er bis 2000 inne.
Im Juli 2001 wurde er letzter Generalsekretär der Organisation für Afrikanische Einheit und nach der Umwandlung derselben 2002 erster Generalsekretär der Afrikanischen Union. Dieses Amt übte er bis 2003 aus.